# Gaudí a la millor interpretació revelació
La següent llista és una dels intèrprets i les pel·lícules nominats i guanyadors del Premi Gaudí a la millor interpretació revelació, des de l'any 2013, quan es van crear. Es tracta d'una categoria mixta en què competeixen tant actors com actrius.

## Palmarès
| Any  | Actor/actriu       | Pel·lícula                |
| ---- | ------------------ | ------------------------- |
| 2023 | Carla Quilez       | La maternal               |
| 2023 | Albert Bosch       | Alcarràs                  |
| 2023 | Xènia Roset        | Alcarràs                  |
| 2023 | Zoe Stein          | Mantícora                 |
| 2024 | Clàudia Malagelada | Creatura                  |
| 2024 | Ainara Elejalde    | Els encantats             |
| 2024 | Alícia Falcó       | Las buenas compañías      |
| 2024 | La Dani            | Te estoy amando locamente |
| 2025 | Aimar Vega         | Los pequeños amores       |
| 2025 | Laura Weissmahr    | Salve Maria               |
| 2025 | Mireia Vilapuig    | Escanyapobres             |
| 2025 | Zoe Bonafonte      | El 47                     |